# Psychotria sylvivaga
Psychotria sylvivaga är en måreväxtart som beskrevs av Paul Carpenter Standley. Psychotria sylvivaga ingår i släktet Psychotria och familjen måreväxter. Inga underarter finns listade i Catalogue of Life.